# 人物御龙帛画
人物御龙帛画是战国中晚期的帛画精品，1973年于湖南省长沙市子彈庫一號墓出土，是中华人民共和国2002年公布的64件禁止出国（境）展览文物之一。现藏湖南省博物馆。

## 概况
帛画呈长方形，长37.5厘米，宽28厘米。质地为深褐色平纹绢。
圖中有佩長劍的男性，手執韁繩，駕馭一條龍。龍身如舟，龍尾站著一隻白鷺；龍之下前方有一條鯉魚領航。圖畫正上方打了一把傘，可見主人公身份顯赫。寓意墓主人駕馭飛龍升天。畫意引人聯想屈原詩句：「帶長鋏之陸離兮，冠切雲之崔嵬。」